# Gmina Greshicë
Gmina Greshicë (alb. Komuna Greshicë) – gmina położona w środkowo-zachodniej części Albanii. Administracyjnie należy do okręgu Mallakastra w obwodzie Fier. W 2011 roku populacja gminy wynosiła 1152 osób w tym 566 kobiety oraz 586 mężczyzn, z czego Albańczycy stanowili 88,19% mieszkańców. 
W skład gminy wchodzą dwie miejscowości: Greshica, Greshicë e Re.